# Famille Farsetti
 (juillet 2024).
La famille Farsetti est une famille patricienne de Venise originaire de Toscane, d'où est parti un Antonio créé Trésorier Général de l'État Ecclésiastique. Elle acquit la noblesse en 1664 par voie du paiement de la taxe ad-hoc pour la guerre de Candie.

## Armes

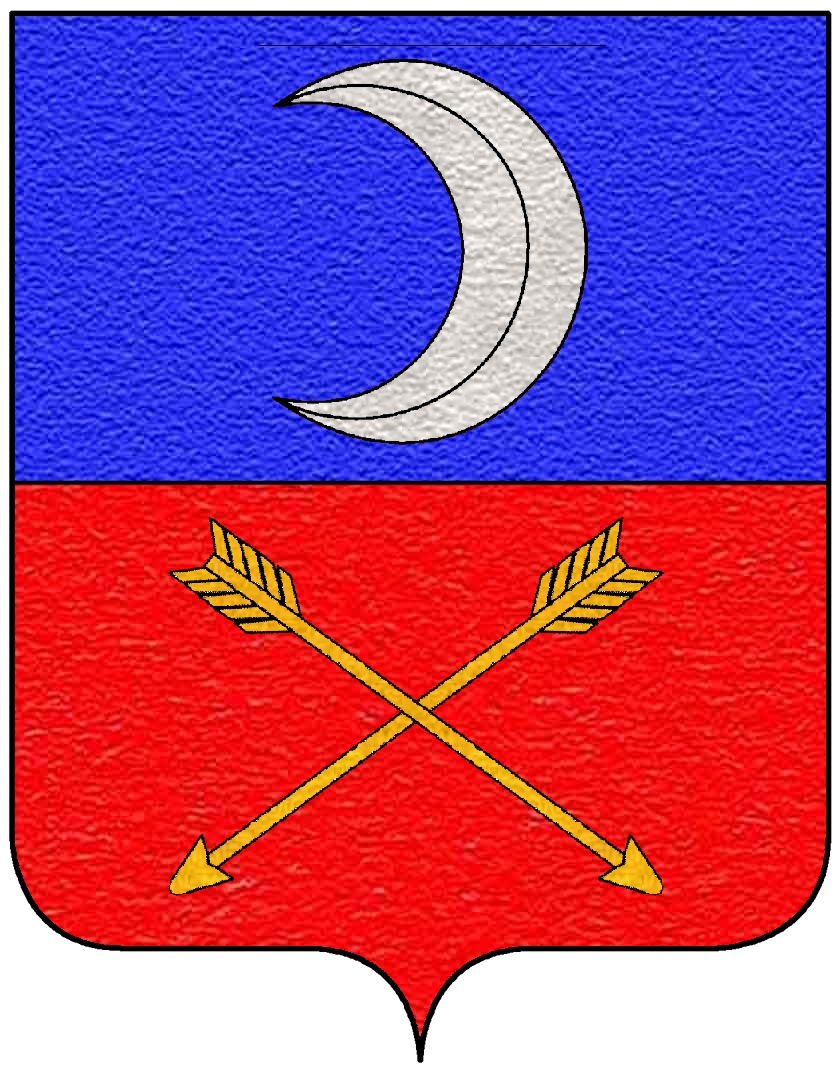
Armes de Farsetti.

Les armes des Farsetti se composent  d'un écu coupé d'azur et de gueules : le premier chargé d'une demi lune d'argent contournée, le second de deux flèches d'or posées en sautoir.

## Demeure

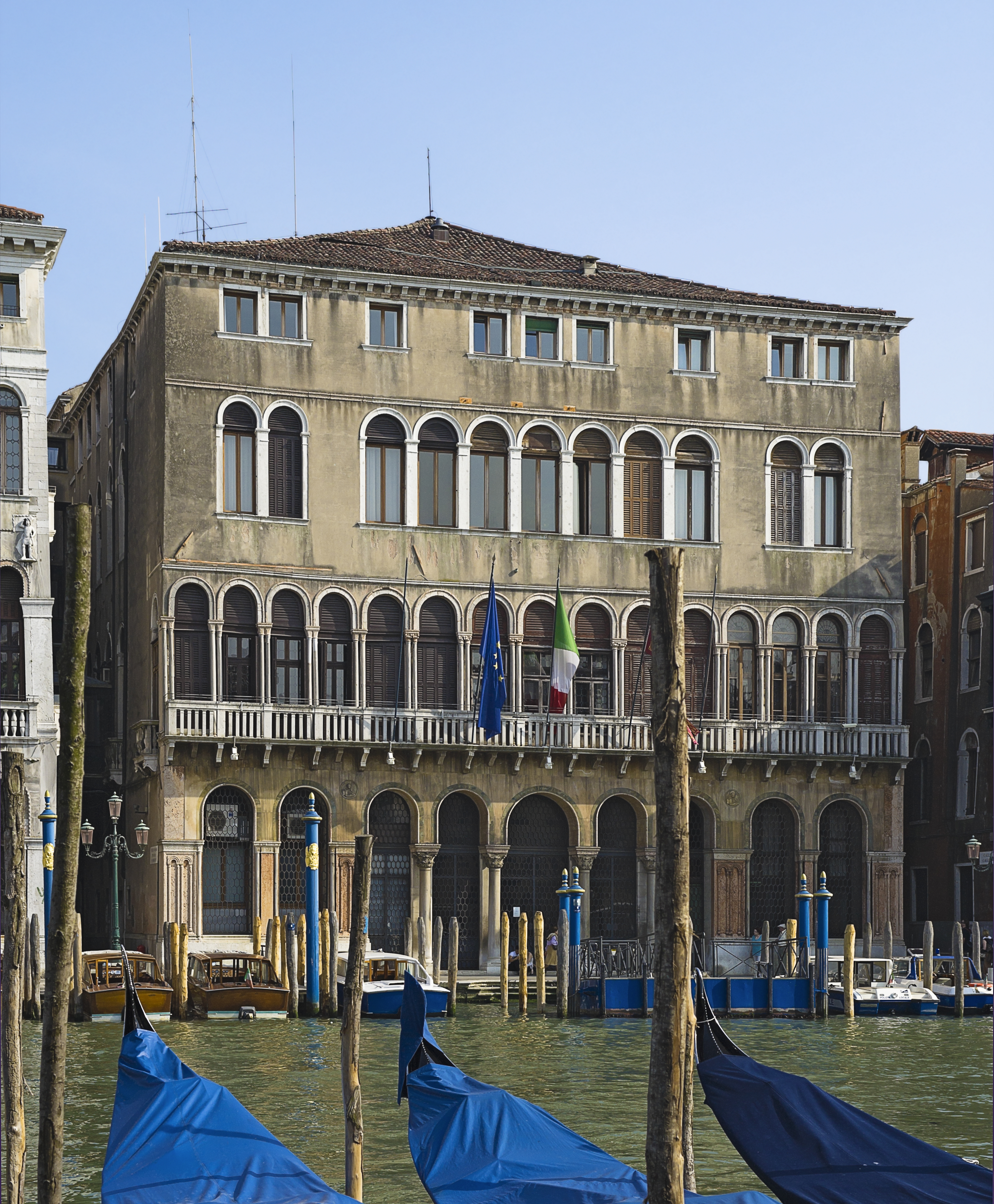
Ca'Farsetti sur le Grand Canal, siège de la municipalité de Venise

- Palais Dandolo Farsetti